# Calandrinia linomimeta
Calandrinia linomimeta är en källörtsväxtart som beskrevs av Friedrich Ludwig Diels. Calandrinia linomimeta ingår i släktet sidenblommor, och familjen källörtsväxter. Inga underarter finns listade i Catalogue of Life.